# フランソワ・ジョゼフ・ド・リケ・ド・カラマン＝シメイ
フランソワ・ジョゼフ・フィリップ・ド・リケ・ド・カラマン＝シメイ（François Joseph Philippe de Riquet de Caraman-Chimay, 1771年11月20日 パリ - 1843年3月2日 トゥールーズ）は、第一帝政期フランス及びベルギーの貴族・政治家・軍人。初めカラマン伯爵、のち第16代シメイ公。テレーズ・カバリュスの3人目にして最後の夫である。
ミディ運河の設計者ピエール＝ポール・リケの末裔。父は王妃マリー・アントワネットの「王妃の村里」建設に協力したヴィクトル・モーリス・ド・リケ・ド・カラマン伯爵。母は第12代シメイ公アレクサンドル＝ガブリエル＝ジョゼフ・ダルザス・ド・エナン＝リエタールの長女マリー＝アンヌ＝ガブリエル（1728年 - 1800年）。三男だったが、1804年母方叔父の第15代シメイ公フィリップが妻シメイ夫人との間に子なく死ぬと、公領の相続者に指名される。
フランス革命が起きると国外に亡命し、ヴァイオリンの教師として生計を立てた。第一帝政期に帰国し、フランス帝国陸軍の歩兵大佐（chef de cohorte）に任官する。フランス王政復古後にアルデンヌ県選出の国会議員を務め、反動的な「またと見出しがたい議会」では少数派の立憲派に属した。また、所領シメイの属するオランダ王国の貴族院議員及び宮廷侍従に任命された。
1805年8月22日パリで、家族の反対を押し切り、革命家ジャン＝ランベール・タリアンと離別した「タリアン夫人」ことテレーズ・カバリュスと結婚。教会で列席者なしの婚礼を挙げたのち、ローマ教皇ピウス7世に謁見してテレーズとタリアンの婚姻無効の認証を得る形で、婚姻を民法上も教会法上も合法なものとした。夫妻の間には3人の子が生まれた。
- ジョゼフ・フィリップ（1808年 - 1886年） - 第17代シメイ公
- ミシェル・ガブリエル・アルフォンス・フェルディナン（1810年 - 1865年） - 1834年従姪ロザリー・ド・リケ・ド・カラマンと結婚、ピアニストのルイーズ・ド・メルシー＝アルジャントーの父、英国貴族第9代ハートフォード侯爵（英語版）の高祖父
- マリー・オーギュスト・ルイーズ・テレジア・ヴァランティーヌ（1815年 - 1876年） - 1835年アレー＝コエケン侯爵ジャン・ジョルジュ・シャルルと結婚

## 引用・脚注
1. ↑  安達、P221。
2. ↑  安達、P219。
3. ↑  第二次王政復古期第一院（フランス語版）の代議員番号第108番であった。
4. ↑  安達、P228。
5. 1 2  安達、P220。
6. ↑  安達、P223。